# 日本園鰻
日本園鰻，俗名花園鰻，為輻鰭魚綱鰻鱺目糯鰻科的其中一個種。

## 分布
本魚分布於西北太平洋區，包括日本的八丈島及八丈小島和台灣南部、綠島及蘭嶼海域、西南太平洋的紐西蘭。

## 深度
水深14至22公尺。

## 特徵
本魚體極度延長呈管狀，口小，胸鰭短。魚體呈茶褐色，從頭至尾具有一列白色斑點，身體末端具有黑色的邊緣。側線孔29至35個。體長可達100公分。

## 生態
本魚性情害羞膽小，躲於偶有強烈水流的礁沙混合區的沙地中，只露出身體身體前半部於水層中，頂著潮流的方向，攫取水流帶來的生物，遇大型生物經過時則全身沒入沙中躲藏。

## 經濟利用
非食用魚，但可作為觀賞魚之用。